# Volo China Airlines 120

Il volo China Airlines 120 era un volo regolare di linea dall'aeroporto di Taipei-Taoyuan nella contea di Taoyuan (ora città di Taoyuan), Taiwan, all'aeroporto Naha di Okinawa, in Giappone. Il 20 agosto 2007, il Boeing 737-800 che operava il volo prese fuoco ed esplose dopo l'atterraggio e il rullaggio verso l'area del gate all'aeroporto di Naha. Quattro persone (tre a bordo dell'aereo e una a terra) rimasero ferite nell'incidente.

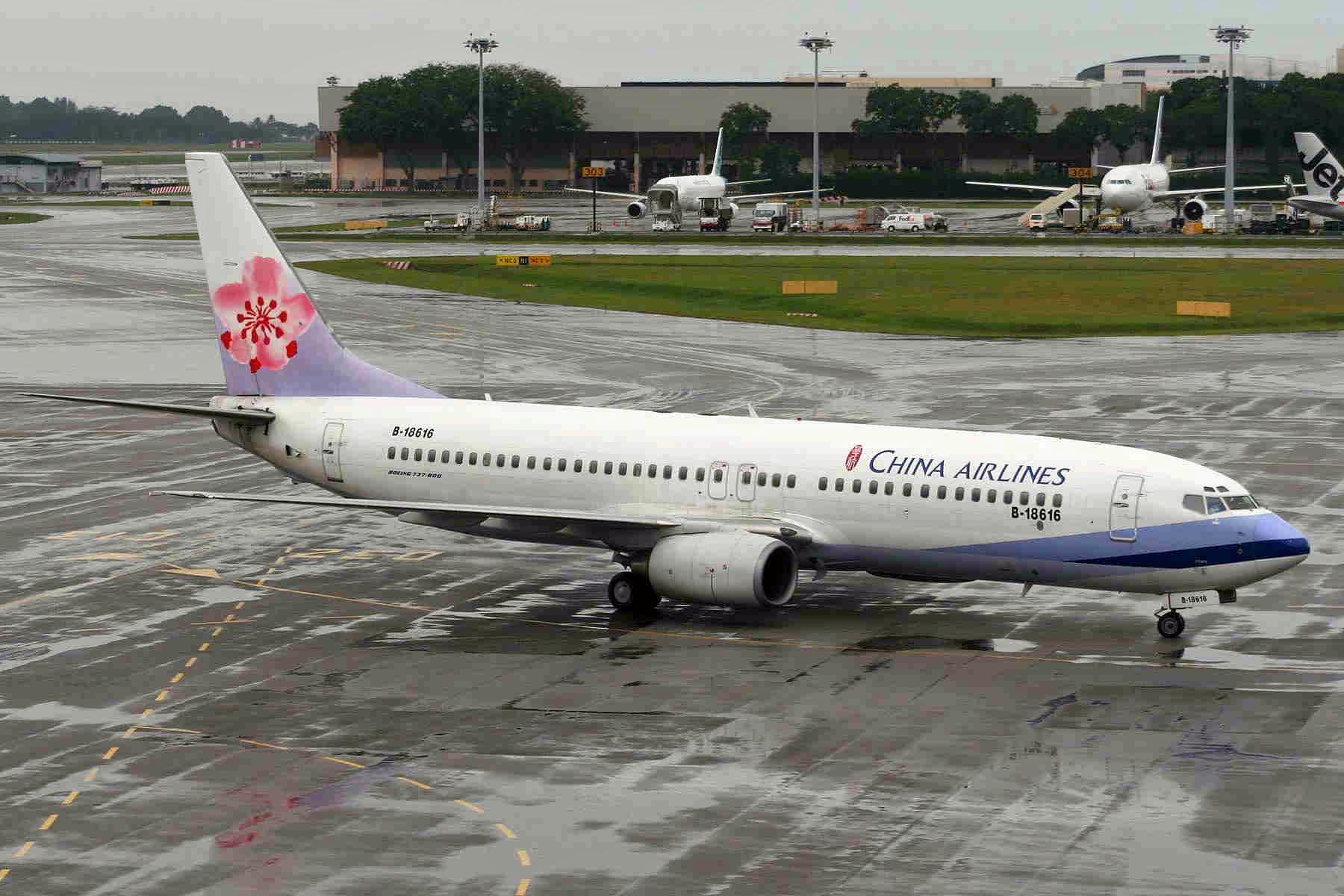
B-18616; l'aereo coinvolto nell'incidente

## L'aereo
Il velivolo della China Airlines, registrazione B-18616, era stato consegnato nel luglio 2002. Come altri Boeing 737 Next Generation, era equipaggiato con motori CFM56-7B26. A bordo vi erano 157 passeggeri, compresi 2 bambini. Di questi, 110 passeggeri provenivano da Taiwan, 23 dal Giappone e 24 da altri Paesi. L'equipaggio di otto uomini era per lo più di Taiwan, con un assistente di volo giapponese.

## L'incidente
L'aereo era atterrato normalmente alle 10:26 JST e aveva effettuato l'accesso all'area del gate entro le 10:34. Il personale a terra notò le fiamme provenienti dal motore numero 2 mentre il comandante You Chien-kou lo stava arrestando preparandosi all'aggancio del gate. Informato della situazione dai controllori del traffico aereo, il comandante ordinò l'evacuazione di emergenza. Tutti i passeggeri e gli assistenti di volo riuscirono a lasciare l'aeromobile in sicurezza attraverso le quattro uscite di emergenza provviste di scivoli. Il comandante e il primo ufficiale Tseng Ta-wei lasciarono l'aereo attraverso i finestrini della cabina di pilotaggio dopo che l'ultimo assistente di volo era uscito dal portello posteriore destro. Subito dopo l'evacuazione dell'ultima persona (il comandante), il motore numero 2 e i serbatoi di carburante dell'ala destra esplosero provocando un incendio che distrusse l'aereo. Una dichiarazione della compagnia aerea confermò che tutti i passeggeri e membri dell'equipaggio furono evacuati in modo sicuro. Un uomo taiwanese di 57 anni soffrì di ipertensione e una bambina di 8 anni di Hong Kong non si sentì bene; entrambi furono portati in un ospedale vicino. Un membro dell'equipaggio di terra dell'aeroporto rimase ferito durante l'evacuazione e un assistente di volo, che era stato l'ultimo a lasciare la cabina, cadde a terra durante l'esplosione dell'aereo.
Trascorsero circa 4 min e mezzo da quando l'incendio era stato segnalato ai vigili del fuoco dell'aeroporto all'inizio delle operazioni di spegnimento. Le normative giapponesi richiedevano un tempo di risposta di 3 min o inferiore. Il ritardo fu in parte dovuto al fatto che il controllore della torre non riuscì a sentire le richieste radio dei vigili del fuoco di usare le vie di rullaggio per raggiungere l'incendio. Non ricevendo alcuna risposta, i vigili del fuoco decisero comunque di usare le vie di rullaggio anche senza permesso. Tali vie rimasero chiuse fino alle 11:03.
Secondo il controllo del traffico aereo dell'aeroporto di Naha, l'aeromobile era in condizioni normali in quanto non vi erano state segnalazioni di anomalie durante il volo o l'atterraggio.
In seguito all'incidente, l'Amministrazione Aeronautica Civile della Repubblica della Cina bloccò a terra tutti i rimanenti Boeing 737-800 della China Airlines, della Mandarin Airlines e della Forza Aerea della Repubblica di Cina per permettere l'ispezione dei sistemi di alimentazione. L'ufficio per l'aviazione civile giapponese chiese alle compagnie aeree nipponiche operanti con 737-700 e 737-800 di ispezionare in modo simile i propri velivoli. Non furono riscontrate anomalie e gli aeromobili tornarono in servizio.
Dal momento che nessuna persona rimase uccisa nell'incendio, China Airlines continuò a operare il volo 120 da Taipei a Okinawa/Naha.

## Le indagini
La causa dell'incidente fu investigata dalla Commissione per le indagini sugli incidenti aerei e ferroviari del Giappone. L'equipaggio, come confermato dalla registrazione audio del registratore di cabina, non aveva osservato alcuna anomalia prima dell'incidente.
Il team investigativo confermò che l'aeromobile aveva preso fuoco nell'area del gate e che non vi era stato alcun segno di perdita di carburante durante il rullaggio per arrivarci. L'inchiesta si concentrò sulla possibilità che l'incendio fosse stato causato da una perdita di carburante. In una conferenza stampa il 24 agosto, gli investigatori rivelarono che un perno, che si era staccato dal vano di scorrimento degli slat, aveva bucato il serbatoio del carburante dell'ala destra, creando un foro di 2-3 centimetri di diametro.
Il 28 agosto 2009, il Japan Transport Safety Board (JTSB) pubblicò i risultati dell'indagine. Si ritenne altamente probabile che questo incidente si fosse verificato attraverso la seguente catena di eventi: quando l'aereo ritirò gli slat, dopo l'atterraggio all'aeroporto di Naha, il vano di scorrimento interno dello slat n. 5 sull'ala destra fu perforato. Il carburante fuoriuscì attraverso il foro, raggiungendo l'esterno dell'ala, e, in seguito all'arresto del motore, entrò in contatto con aree ad alta temperatura del motore destro, prendendo fuoco e causando la distruzione dell'aeromobile dopo diverse esplosioni.
Per quanto riguarda la causa della foratura del vano, era certo che il blocco di arresto di fine corsa si fosse staccato dall'estremità dell'elemento scorrevole interno dello slat e fosse caduto nel vano di alloggiamento dello slat stesso. Quando questo venne ritirato, il blocco fu schiacciato dall'elemento scorrevole contro il serbatoio che si bucò.
Per quanto riguarda la causa del distacco del gruppo di blocco fine corsa, si ritenne altamente probabile che, durante i lavori di manutenzione effettuati dalla compagnia aerea per impedire l'allentamento del dado, un mese e mezzo prima dell'incidente, in base alla nota di servizio del costruttore dell'aeromobile, fosse stata dimenticata la rondella del dado di fissaggio del blocco, in seguito a ciò l'intero blocco non più tenuto in posizione cadde nel vano. L'evento era stato favorito da un errore di progettazione dell'intero gruppo del blocco di arresto, che non era in grado di impedire al blocco di cadere nel vano se la rondella non era installata.
La dimenticanza della rondella venne attribuita ai seguenti fattori: nonostante il fatto che il dado si trovasse in una posizione difficilmente accessibile, durante i lavori di manutenzione, né il costruttore dell'aeromobile né la compagnia avevano prestato sufficiente attenzione a ciò durante la predisposizione, rispettivamente, della nota di servizio e della scheda di manutenzione tecnica. Inoltre, né l'operatore di manutenzione né il supervisore del lavoro avevano segnalato la difficoltà dell'esecuzione del compito a colui che lo aveva commissionato.
Il Consiglio per la Sicurezza del Trasporto del Giappone raccomandò all'Amministrazione aeronautica civile di Taiwan di supervisionare China Airlines affinché intraprendesse le seguenti azioni: quando si pianificavano e si implementavano lavori di manutenzione, lo scopo dei lavori avrebbe dovuto essere pienamente definito e le condizioni e gli ambienti di lavoro avrebbero dovuto essere valutati in modo appropriato. Per prevenire errori di manutenzione avrebbero dovuto essere costantemente attuate e migliorate adeguate contromisure, ivi comprese le azioni intraprese nel 2009 contro il ripetersi di questo incidente.

## Conseguenze
China Airlines dichiarò che avrebbe risarcito i passeggeri 1000 NT$ per ogni chilogrammo di bagagli persi, per un massimo di 20000 NT$ per i bagagli registrati e un altro massimo di 20000 per il bagaglio a mano.
Dopo l'incidente, le azioni della China Airlines crollarono nel mercato azionario insieme a Taiwan Fire & Marine Insurance Co.
A causa dell'incidente, il 25 agosto, la Federal Aviation Administration (FAA) degli Stati Uniti ordinò ispezioni di emergenza dei vani di scorrimento degli slat per tutti i velivoli Boeing 737 Next Generation. La direttiva sull'aeronavigabilità in emergenza (EAD) della FAA imponeva agli operatori di ispezionare il binario di scorrimento degli slat per verificare la presenza di parti mancanti, assicurare un'installazione corretta e controllare l'interno degli slat alla ricerca di detriti e danni da corpi estranei. La direttiva richiedeva che gli operatori effettuassero l'ispezione entro 24 giorni e ogni 3000 cicli di volo successivi. A seguito di un riscontro da ispezioni completate, che avevano rivelato parti allentate in diversi altri aeromobili e uno con slat danneggiato, il 28 agosto la FAA emise una nuova direttiva sull'aeronavigabilità. Le Compagnie Aeree furono quindi obbligate ad eseguire ispezioni sui velivoli Boeing 737 Next Generation entro 10 giorni anziché 24. Inoltre, la direttiva impose un singolo serraggio del dado e del bullone nel blocco di fine corsa dello scorrimento degli slat da effettuarsi entro 24 giorni.

## Nella cultura di massa
Questo incidente è stato analizzato nell'episodio Difetto di fabbrica della stagione 16 di Indagini ad alta quota di National Geographic.